# Max Weiler (Fussballspieler)
Max Weiler (* 25. September 1900 in Winterthur; † 1. September 1969), auch Weiler I genannt, war ein Schweizer Fussballspieler und -trainer.

## Karriere
Max Weiler kam am 25. September 1900 zur Welt. Er wurde, wie auch sein jüngerer Bruder Walter («Weiler II»), von seinem älteren Bruder Eugen zum Fussball gebracht. Dieser wurde 1915 zum ersten Präsident des neu gegründeten SC Veltheim gewählt und zog seine fünf Brüder dorthin nach – so begann auch Max Weiler 1915 bei den Junioren des SC Veltheim zu spielen.
Ab 1922 ist Weiler Teil der Mannschaft, die in der neu geschaffenen zweithöchste Liga Serie Promotion, wobei der spätere Verteidiger zuerst als Stürmer spielte. Zudem war er 1921–1922 zusätzlich Vereinspräsident. Nach zwei Jahren stieg Weiler zusammen mit Veltheim im Sommer 1924 in die Nationalliga A auf. In seiner ersten Saison 1924/25 wurde Weiler bereits in die Nationalmannschaft berufen und wurde damit der einzige Spieler Veltheims, der je in der Nationalmannschaft spielte. Sein erstes Spiel bestritt er am 14. Dezember 1924 beim 1:1 der Schweizer Nationalelf gegen Deutschland.
In der nächsten Saison wechselte Weiler nach Zürich zu den Grasshoppers, bei denen er bis zum Ende seiner Karriere blieb. Mit GC wurde Weiler je viermal Schweizer Meister (1927, 1928, 1931 und 1937) und fünfmal Schweizer Cupsieger (1926, 1927, 1932, 1934 und 1937). In der Nationalmannschaft war er von 1931 bis 1934 Captain und nahm als Nationalspieler, wenn auch ohne Einsatz, bei den Olympischen Sommerspielen 1924 in Paris teil und holte dort zusammen mit der Mannschaft Silber. Auch an der WM 1934 in Italien war er mit von der Partie, ohne jedoch -im Gegensatz zu seinem Bruder Walter Weiler- zu einem Einsatz zu kommen. Er bildete in der Nationalelf mit Rudolf Ramseyer und später mit Severino Minelli die Innenverteidigung. Er war aber auch bekannt für seine Flexibilität und spielte für die Schweiz auf sieben verschiedenen Positionen.
Nach dem Ende seiner Karriere war Weiler von 1942 bis 1947 Trainer des FC Schaffhausen, musste dieses Engagement jedoch wegen eines Hüftleidens aufgeben.
Weiler verstarb am 1. September 1969 im Alter von 68 Jahren.